# کورین گریفیت
 کورین گریفیت (انگلیسی: Corinne Griffith؛ ۲۱ نوامبر ۱۸۹۴ – ۱۳ ژوئیهٔ ۱۹۷۹) یک هنرپیشه، و تهیه‌کننده اهل ایالات متحده آمریکا بود.

## نگارخانه

کورین گریفیت عکاسی شده توسط آلفرد چنی جانستن
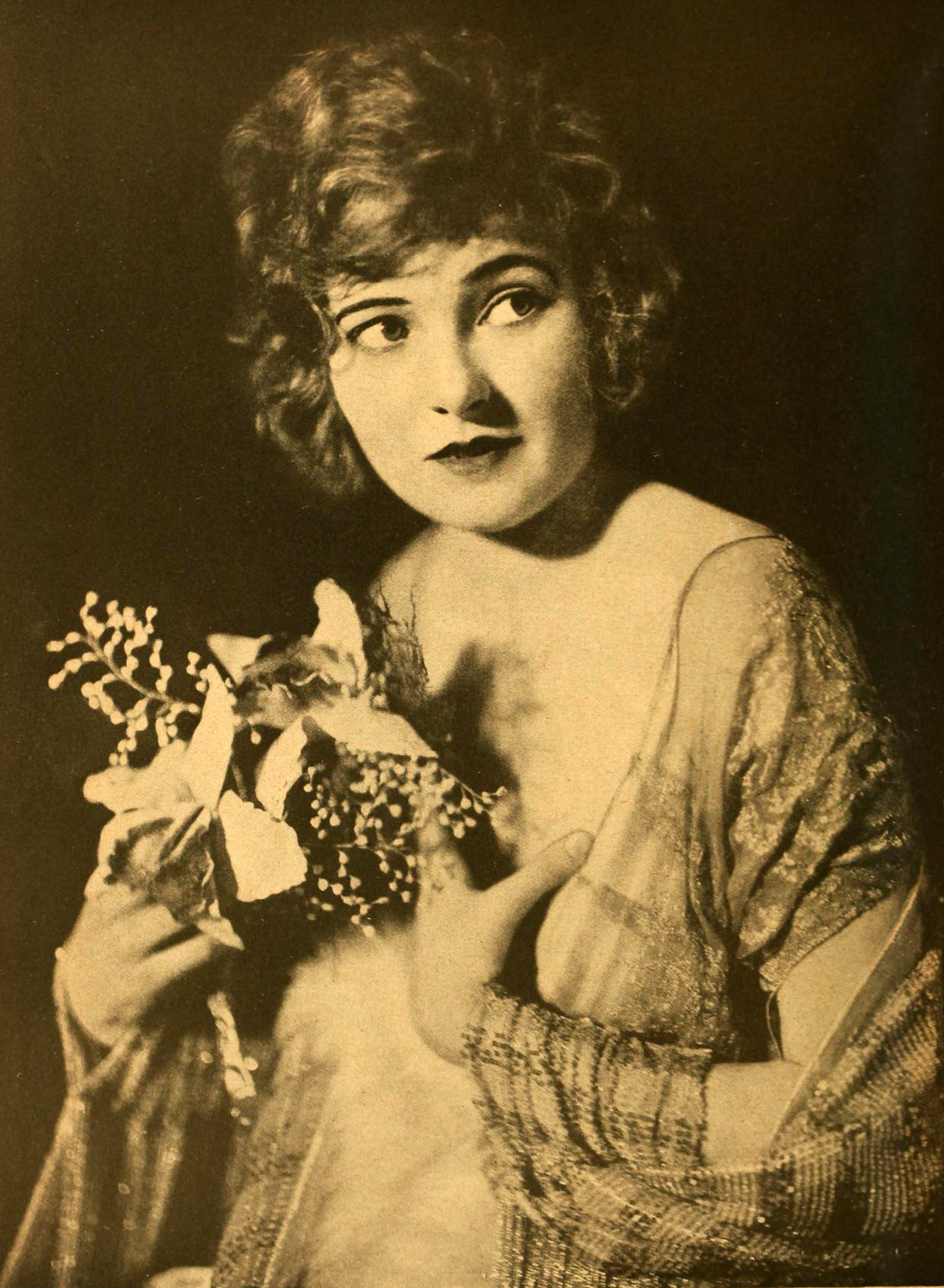
Photoplay (۱۹۱۹)
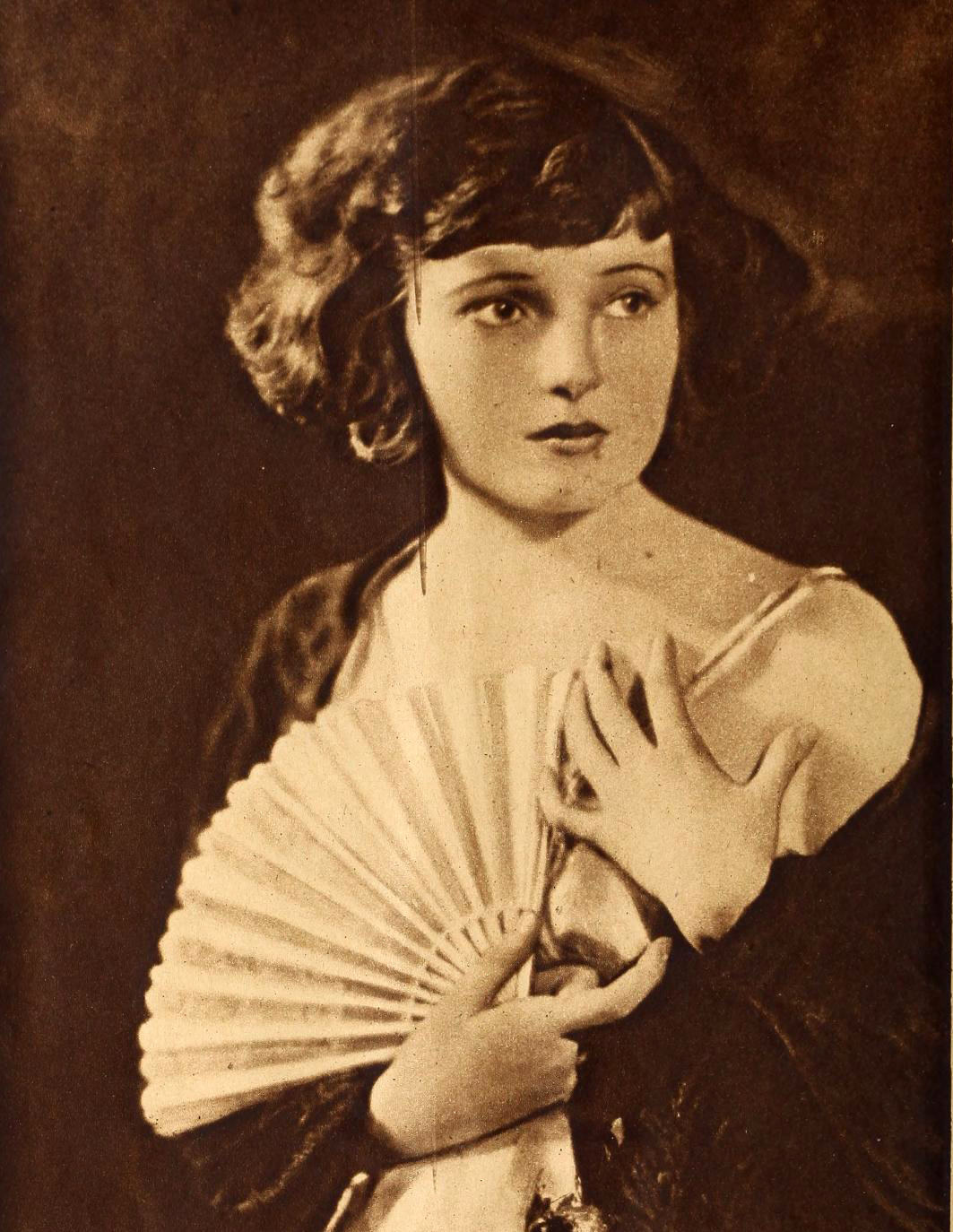
Picture Play (۱۹۲۰)
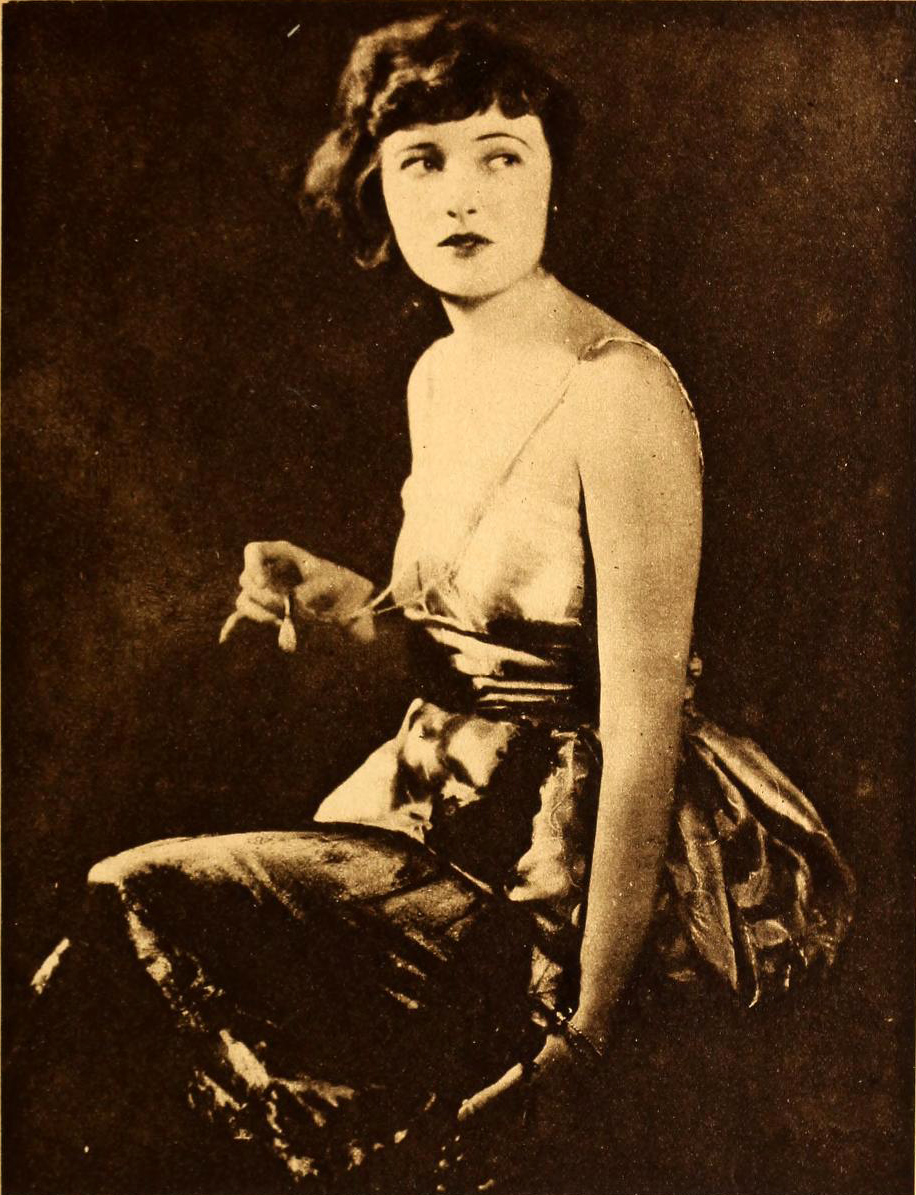
Motion Picture Magazine (۱۹۲۰)
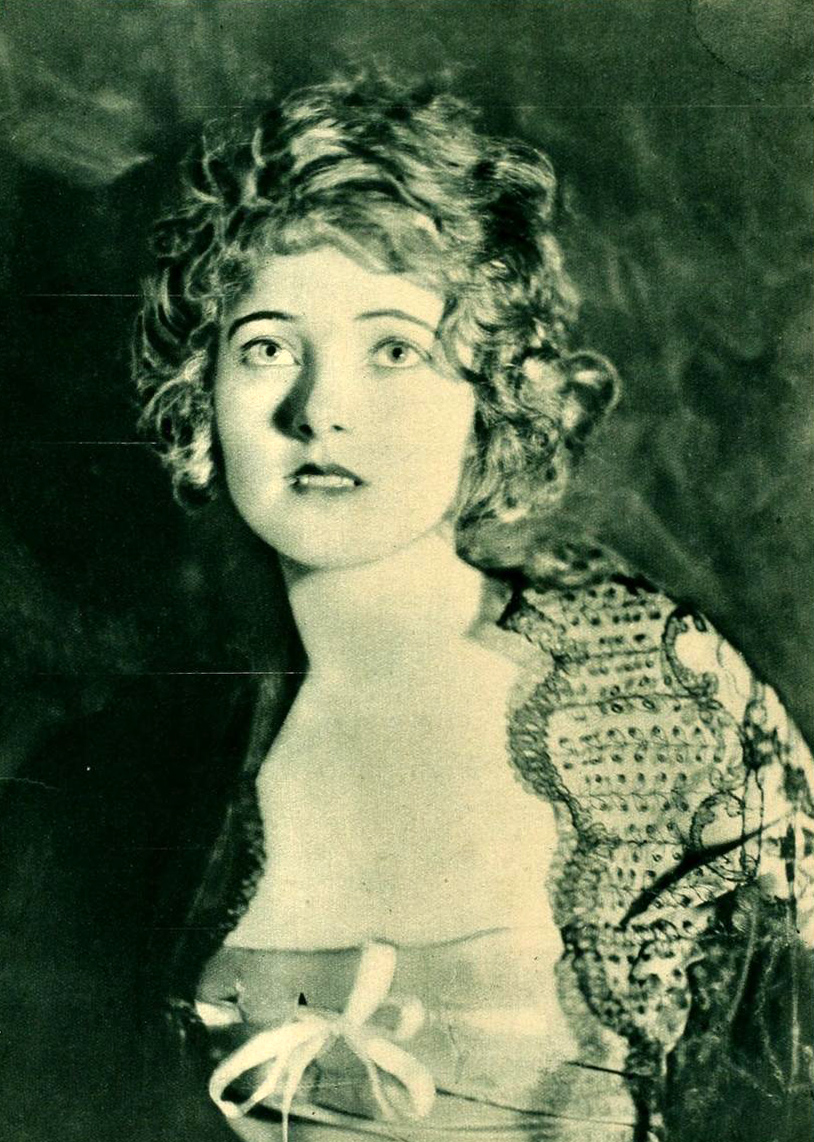
Motion Picture Classic (۱۹۲۰)
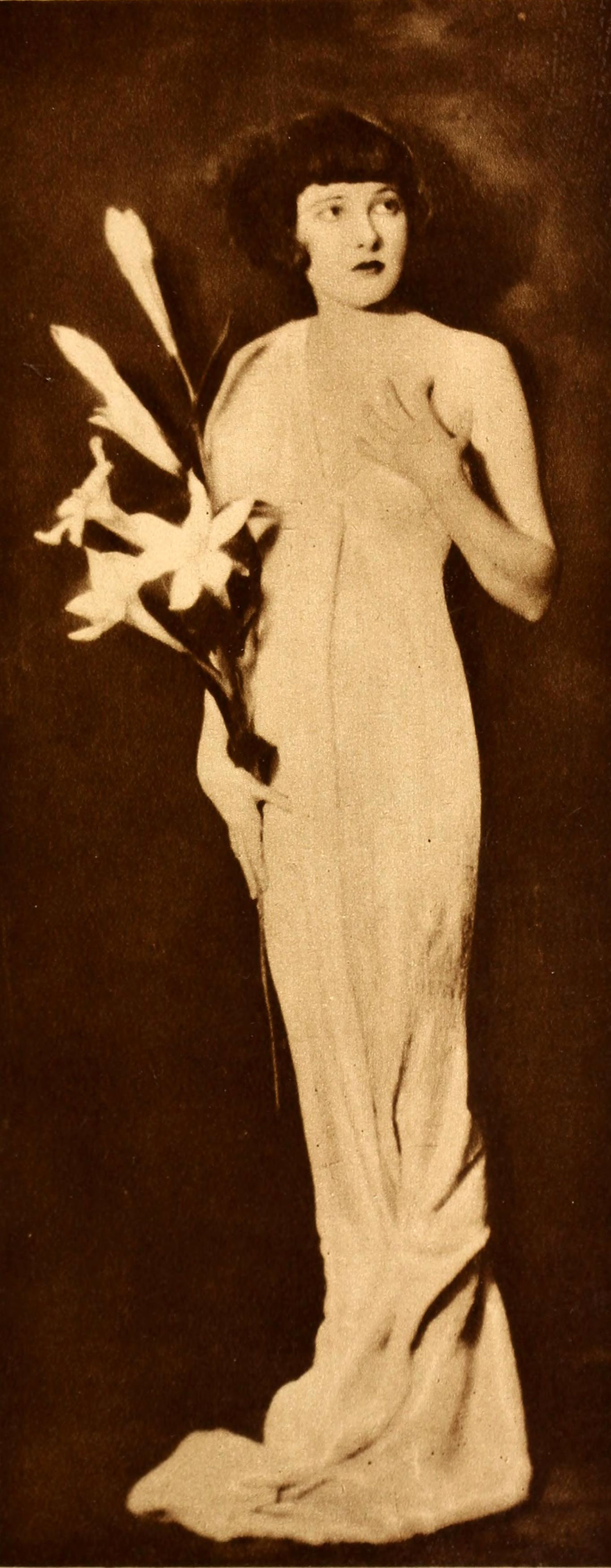
Motion Picture Magazine (۱۹۲۰)
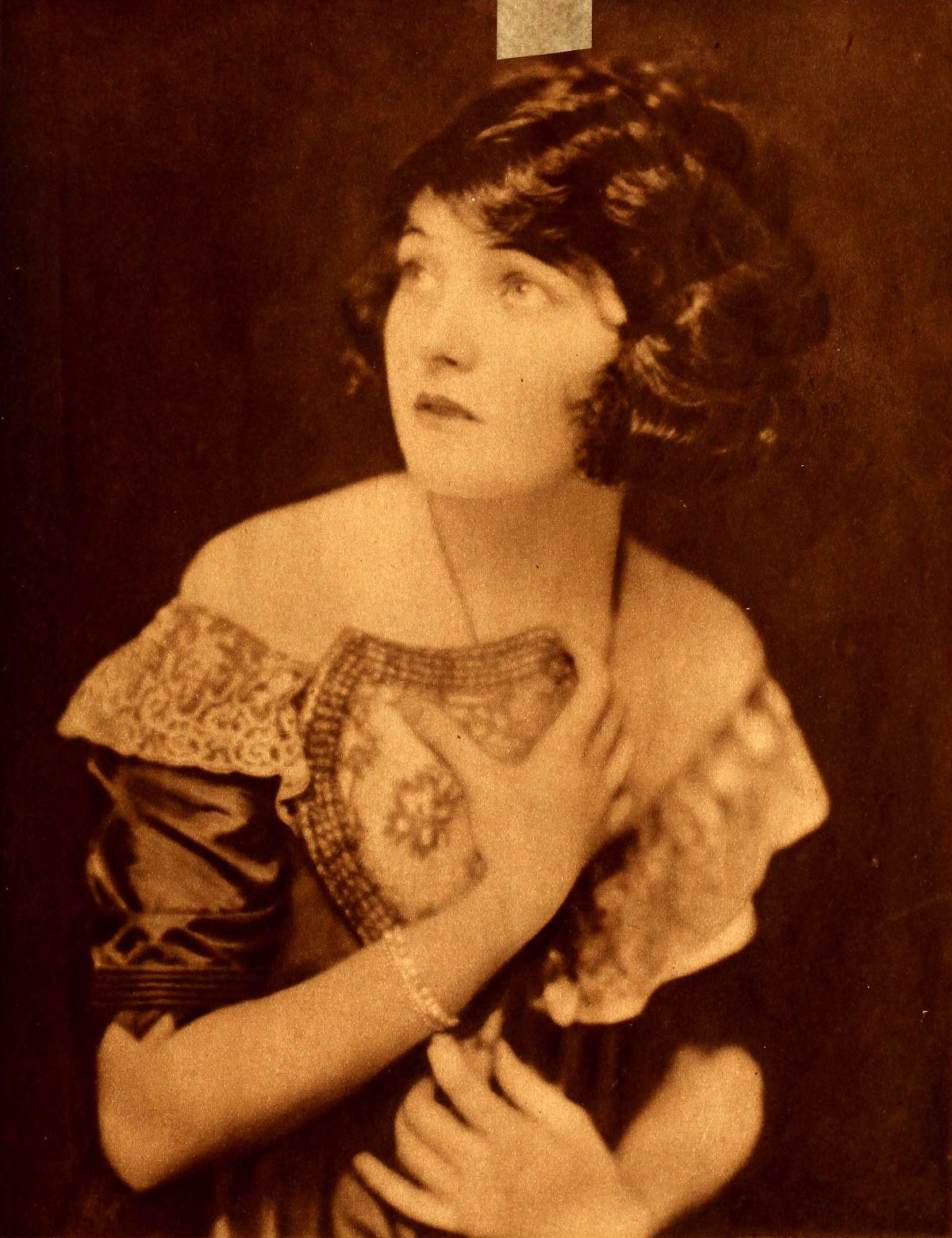
Motion Picture Magazine (۱۹۲۱)
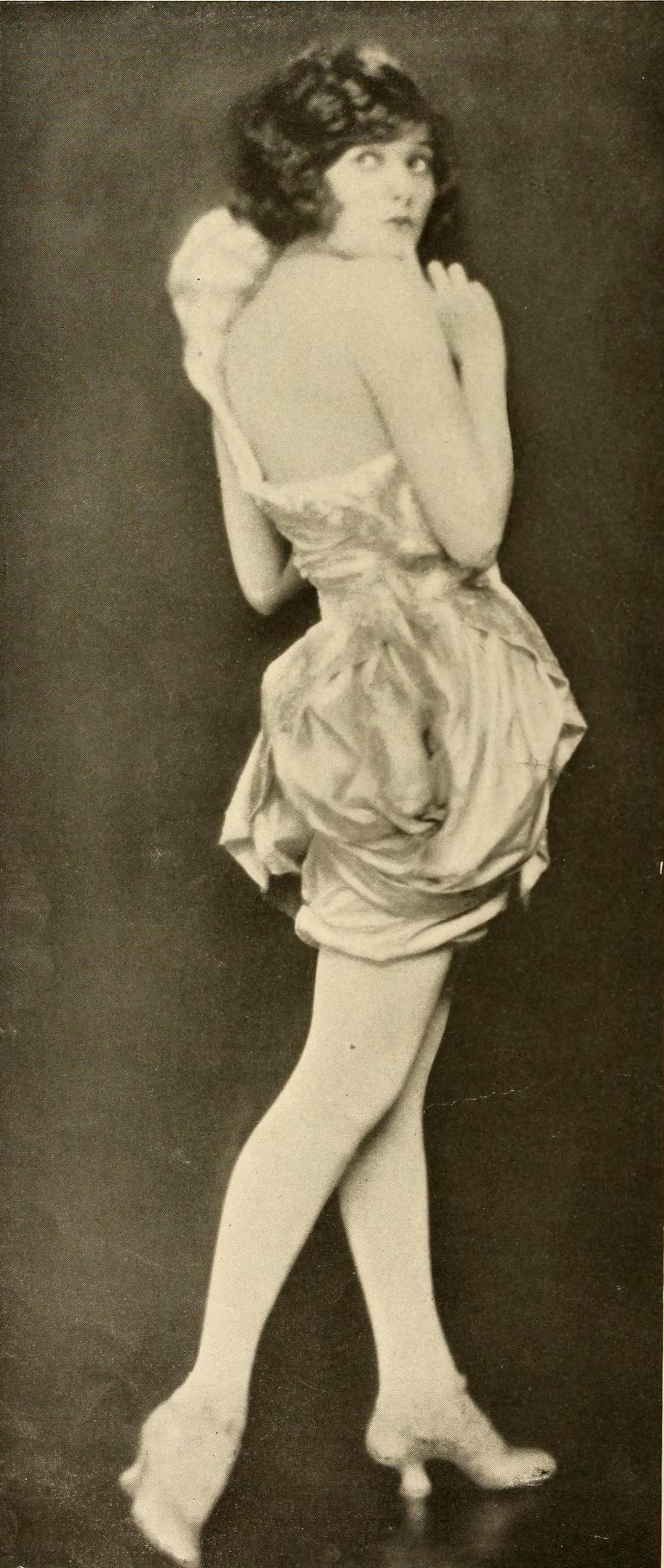
Photoplay (۱۹۲۱)
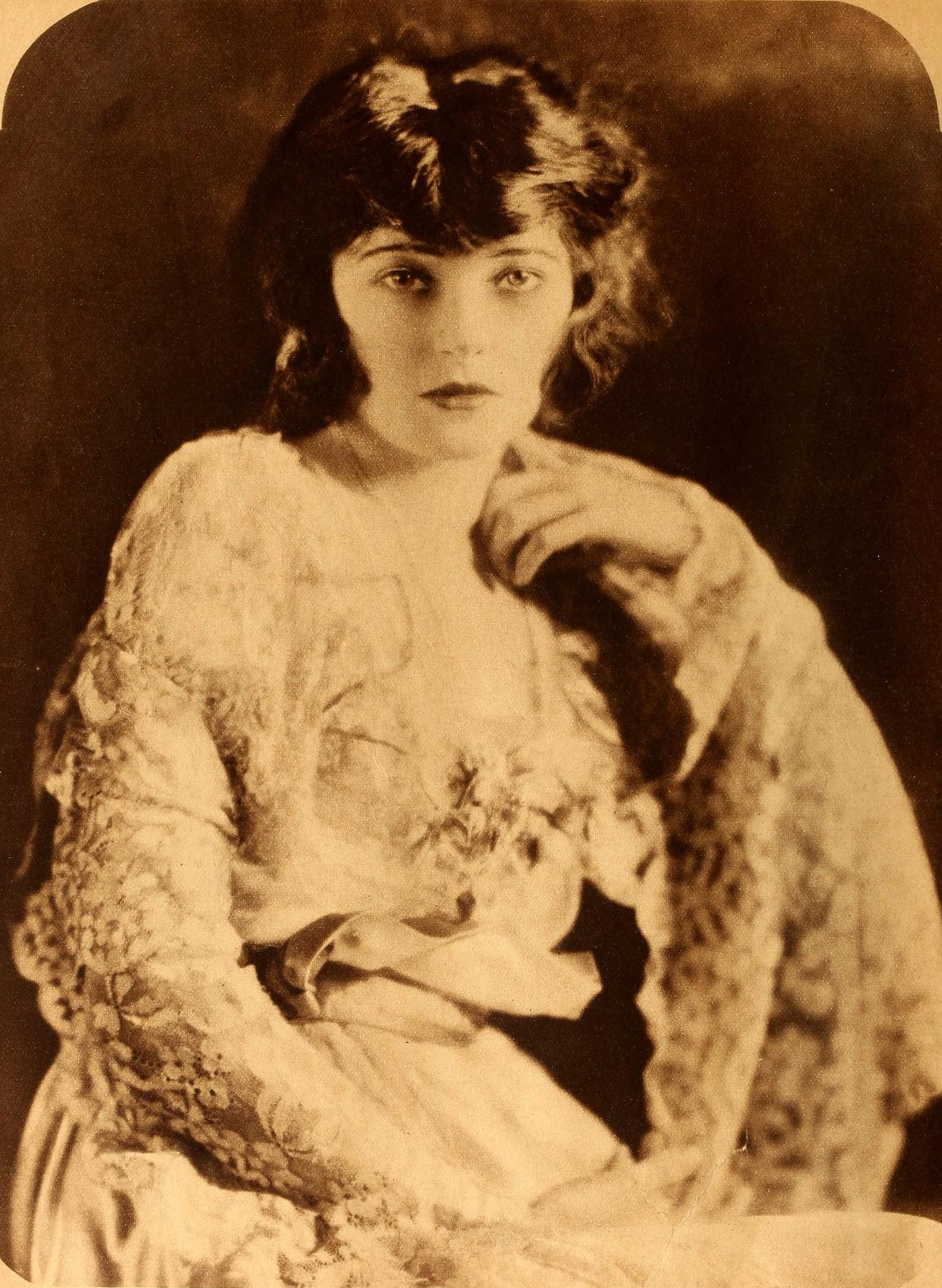
Motion Picture Magazine (۱۹۲۱)
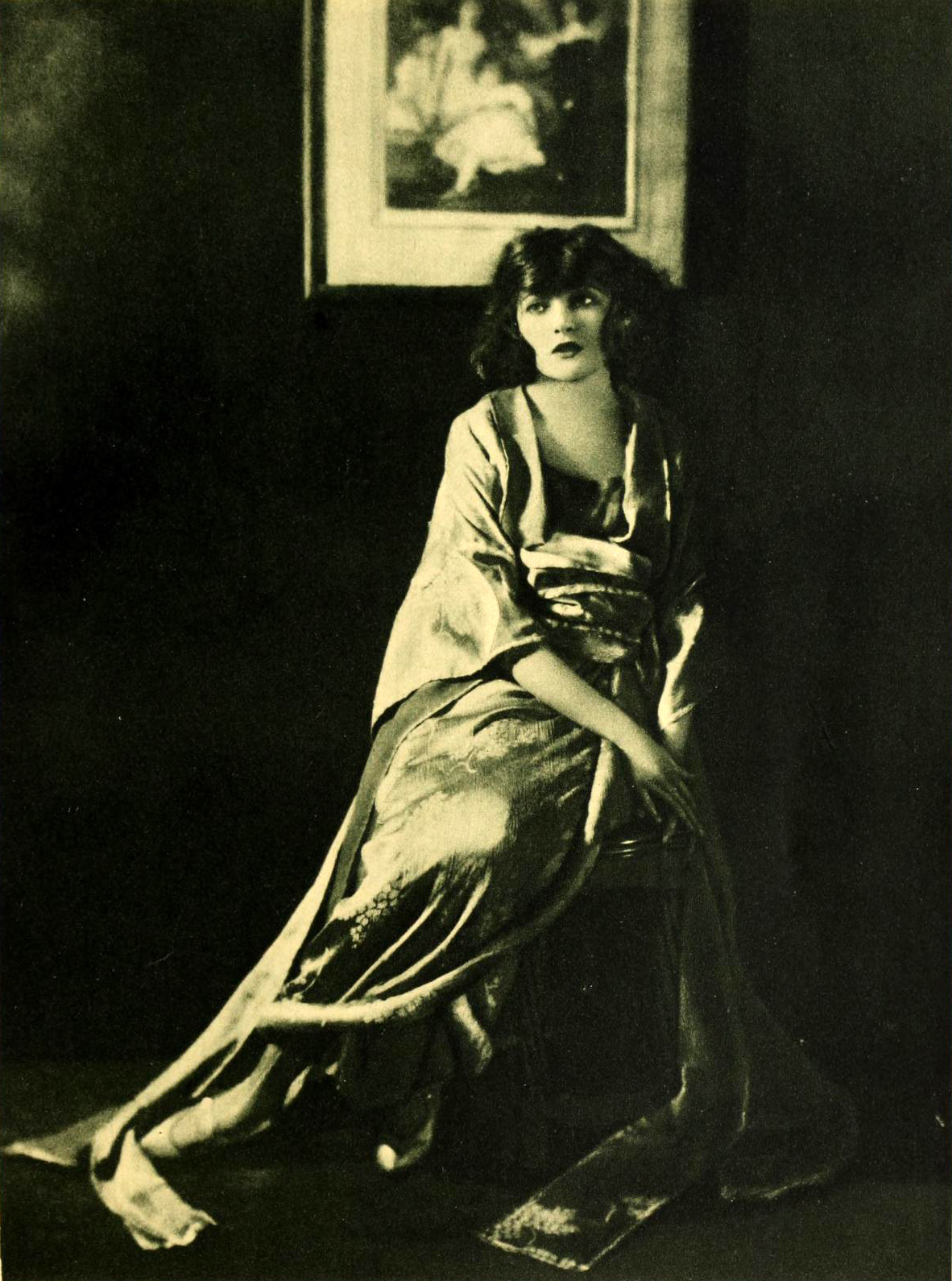
Photoplay (۱۹۲۱)